# Торже, Габриэл
Габриэл Андрей Торже (рум. Gabriel Andrei Torje; род. 22 ноября 1989, Тимишоара) — румынский футболист, правый полузащитник. Выступал за сборную Румынии.

## Карьера

### Клубная
Габриэл Торже родился в городе Тимишоара. Свою профессиональную карьеру он начинал в местном клубе «ЧФР Тимишоара». В 2006 году он стал игроком команды «Политехника (Тимишоара)». В сезоне 2005/06 футболист дебютировал в чемпионате Румынии по футболу во встрече с клубом «Арджеш», а в своём следующем матче против «Фарула» отметился забитым голом. В результате тогдашний тренер «Тимишоары» Георге Хаджи переместил игрока в первый составе команды. В ней Торже пробыл до начала 2008 года, приняв участие в 37 матчах чемпионата и забив 2 гола. Своей игрой Габриэль впечатлил главного тренера «Фиорентины» Чезаре Пранделли, когда обе команды встречались между собой в товарищеском матче.
15 января 2008 года румынский футболист подписал контракт с «Динамо» из Бухареста. Соглашение было рассчитано на 5 лет, сумма сделки между клубами составила 2,5 млн долларов. Торже выступал за эту команду на протяжении пяти сезонов. 6 мая 2011 года он провёл свой сотый матч в румынской Лиге 1.
30 августа 2011 года Торже подписал контракт с итальянским клубом «Удинезе». Сумма перехода не называется, но по информации из некоторых источников она может составлять около 10 млн евро. 11 сентября полузащитник дебютировал в Серии А в матче с «Лечче».
Летом 2016 года Торже переходит в «Терек», подписав трёхгодичный контракт с грозненцами. Дебютировал 31 июля в матче 1-го тура нового сезона Чемпионата России с «Крыльями Советов» (1:0), выйдя на поле на 66-й минуте вместо Педро Кена.
Торже считается одним из самых перспективных румынских футболистов. Он универсален — может выступать на позиции полузащитника или при необходимости сыграть чистого форварда.

### В сборной
Габриэл Торже был капитаном молодёжной сборной Румынии. С 2006 по 2010 год сыграл за неё 23 матча, в которых забил 8 голов. Он дебютировал в главной сборной 3 сентября 2010 года в матче с Албанией. Первый свой гол румын забил 9 февраля 2011 года в товарищеской игре Кипром. 2 сентября 2011 года отметился дублем в матче отборочного этапа к Евро-2012 против команды Люксембурга.